# Wumpscut
Wumpscut, estilizado como :wumpscut: o :W:, fue un proyecto de Electro-Industrial alemán. Fue fundado en 1991 por el diskjockey bávaro Rudy Ratzinger (3 de junio de 1966) y disuelto de forma oficial en 2017.[cita requerida]

## Historia
Ratzinger ha sido siempre la principal fuerza creativa detrás de :wumpscut:, ayundándose ocasionalmente de otros artistas invitados. Ratzinger cita la influencia de bandas como Leæther Strip como la razón para el cambio, de pinchar discos ya que Rudy Ratzinger comenzó como un Dj a grabar su propia música.
Cabe destacar que la influencia de Leæther Strip se debe a que este grupo está compuesto al igual que :wumpscut: de un solo integrante: Klaus Larsen.
El lanzamiento de la canción "Soylent Green", llamada así por la película de 1973 del mismo nombre y que además contiene samples de la versión alemana, atrajo la atención del público sobre :wumpscut:. Desde su lanzamiento en 1993 se ha convertido en una canción frecuentemente pinchada en clubs de la subcultura gótico/industrial (ver gótico y música industrial) y similares en EE. UU. y Alemania.
Hasta ahora Ratzinger ha publicado bastantes remixes de otros artistas, así también muchos artistas han hecho remixes a :wumpscut:, el gran ejemplo se puede ver en su disco Totmacher o Deadmaker como se conoce en América en el cual por lo menos 18 grupos (incluyendo a :wumpscut:) le hacen diferentes remixes a esta canción (podemos recalcar el trabajo en este sencillo doble de grupos como VNV Nation, Covenant, Suicide Commando, Aghast View, entre otros.
Wumpscut es también conocido por sus elaboradas cajas de lanzamiento con ediciones limitadas de CD o LP con material adicional (bonus tracks, pósteres, pins, playeras, placas para el auto, etc).
Ratzinger comenzó en 1995 su propio sello, Beton Kopf Media, que solo edita cosas de él mismo. En 1996 abrió el sello Mental Ulcer Forges donde ha sacado trabajos de otros artistas, como Remyl, Noisex, B-Ton-K, Yendri y F/A/V. Rudy lleva también el sello Fleisskoma con Karl Kimmerl (B-Ton-K), que ha publicado trabajos del grupo electrónico Press to Transmit.
El logo de :wumpscut: es una :w: y se asemeja al de la ficticia empresa Weyland-Yutani en la película Alien; Ratzinger ha usado samples de la tercera de las películas de la serie en el álbum Boeses Junges Fleisch.

## Discografía
- Defcon (álbum)|Defcon (1991)
- Small Chambermusicians (1992)
- Music for a Slaughtering Tribe (1993)
- Dried Blood (1994)
- Smell the Disgusting Sweet Taste of Dried Blood (1994)
- Gomorra (álbum)|Gomorra, (1994)
- Bunkertor_7|Bunkertor 7 (1995)
- Mesner Tracks (1996)
- Music for a Slaughtering Tribe II (1997)
- Embryodead (1997)
- Born Again (Wumpscut)|Born Again (1997)
- Dried Blood of Gomorrha (1997)
- Totmacher (1999)
- Boeses Junges Fleisch (1999)
- Ich Will Dich (1999)
- Blutkind (2000)
- Deliverance (Wumpscut)|Deliverence (2001)
- Wreath of Barbs (2001)
- Liquid Soylent (2002)
- Preferential Legacy (2003)
- Bone Peeler (2004)
- Blondi (Wumpscut)|Blondi (2005)
- Evoke (Wumpscut)|Evoke (2005)
- Jesus Antichristus & Die Liebe (2006)
- Cannibal Anthem (2006)
- Killer Archives (2006)
- Body Census (2007)
- Schaedling (2008)
- Fuckit (2009)
- Siamese (2010)
- Women and Satan First (2012)
- Madman Szpital (2013)
- Bulwark Bazooka (2014)
- Blutspuker Tavern (2015)
- Wüterich (2016)
- :innerfire: (2017)